# 89. østlige længdekreds
Den 89. østlige længdekreds (eller 89 grader østlig længde) er en længdekreds, der ligger 89 grader øst for nulmeridianen. Den løber gennem Ishavet, Asien, det Indiske Ocean, det Sydlige Ishav og Antarktis.